# Inos Biffi
Inos Biffi (Lomagna, 24 marzo 1934) è un teologo italiano.

## Vita
Presbitero della Diocesi di Milano, ha ottenuto il dottorato in teologia e ha insegnato come professore di teologia sistematica e storia della teologia medioevale presso la Facoltà Teologica dell'Italia Settentrionale di Milano; è docente delle stesse materie presso la Facoltà di Teologia di Lugano, dove dirige l'Istituto di Storia della Teologia, da lui fondato. È membro della Pontificia Accademia di S. Tommaso d'Aquino e della Pontificia Accademia di Teologia; è dottore aggregato della Biblioteca Ambrosiana.
Presiede l'Istituto per la storia della teologia medievale di Milano e dirige, in collaborazione, le collane Biblioteca di Cultura Medievale ed Eredità Medievale. Storia della teologia da Boezio a Erasmo da Rotterdam presso l'editore Jaca Book.
Nel campo medievale è autore di numerosi volumi su teologi dei secoli XI, XII e XIII; ha collaborato all'edizione italiana Opera Omnia (latino-italiano) di sant'Ambrogio e ha curato, in collaborazione, l'edizione italiana Opera Omnia (latino-italiano) di sant'Anselmo d'Aosta e del Corpus colombaniano.
Le sue aree di lavoro sono: Sistematica teologica (sacramentaria, ecclesiologia e mariologia); storia della teologia medievale e moderna; letteratura e teologia monastica medievale; l'opera di Dante; la liturgia, soprattutto la liturgia ambrosiana, alla cui riforma ha collaborato; storia della Chiesa ambrosiana.

## Premio Ratzinger 2016 e Premio Internazionale Bonifacio VIII 2021
Il 26 novembre 2016 ha ottenuto da Papa Francesco il Premio Ratzinger, quale studioso che si è particolarmente distinto nell’attività della ricerca scientifica di carattere teologico.
Il 9 luglio 2021 ha ottenuto dall'Accademia Bonifaciana di Anagni per conto del suo Rettore Presidente Gr. Uff. Sante De Angelis, la XIX edizione del Premio Internazionale Bonifacio VIII, con la seguente motivazione: "Con la proposta dell’assegnazione del Premio Internazionale Bonifacio VIII al Prof. Inos Biffi, il Comitato scientifico presieduto da S.E. Mons. Enrico dal Covolo, ha intesto riconoscere e segnalare  all’attenzione degli studiosi e della Chiesa il valore di un’intera vita dedicata allo studio della teologia con risultati scientifici di indiscussa importanza sia nella  teologia sistematica sia nella patristica e nella storia della teologia, con quell’ampiezza e profondità di orizzonti ma anche con quella partecipazione alla vita e alla fede della comunità ecclesiale che hanno sempre ispirato l’opera teologica di Joseph Ratzinger – Benedetto XVI".